# Преображење Господње
Преображење Господње (грч. Μεταμόρφωσις του Σωτήρος /Метаморфозис ту Сотерос/; лат. Transfiguratio Domini) је догађај описан у Јеванђељима Новог завета, током којег је Христ постао као светлост.

## Нарација Новог завета
По Матеју, треће године свога проповедања, Исус Христос поведе своје апостоле Јакова, Петра и Јована у планину Тавор. Исус се у току наредне ноћи преобрази пред њима и постаде као светлост. Те ноћи се апостолима приказаше и пророци Мојсије и Илија и зачу се глас Божији, који апостолима рече да никад не губе веру у Њега и Његовог Сина.

## Хришћански празник
Преображење Господње је један од најважнијих црквених празника и један од дванаест великих Господњих празника. Слави се 6. августа по старом календару. Тај дан се прославља тренутак када се први пут Христова божанска природа учинила видљивом. На Преображење, у цркви се освећује грожђе и дели народу у знак захвалности Богу на плодовима за исхрану. У крајевима где нема грожђа, освећује се друго воће, као на пример јабуке. Пошто је празник увек у време Великогоспојинског поста, на тај празник је такођер прописан пост. Почеци богослужбеног празновања овог празника везани су за период од 6.-8. века и Омилије Светих Отаца на овај светли празник. Већ у 8. веку празник је прослављан на целом хришћанском истоку.

## Веровања
Сваки празник и његови обичаји везани су и за годишње доба. Зато се у народу обично каже да од Преображења углавном више нема великих врућина. У народу се слави Преображење као прелаз из летњег у зимски период, кад ваздух и вода постају хладнији, лишће почиње да жути и све у природи што је до тада бујало полако вене.
Већ око Преображења пролазе несносне врућине и време постаје хладније, нарочито ноћу. Због те промене у природи настала је у народу изрека: "Преображење је, преображава се и гора и вода". Такође се некад веровало да је Преображење последњи дан за купање у рекама.
Према распрострањеном веровању, на овај дан се не ради, такође, на овај дан не треба преко дана спавати, јер ко тада одспава, преобразиће се, па ће целе године бити дремљив. Није добро ни да неко плаче јер ће плакати целе године, а ни да људи цео дан проведу у кафани - да им не пређе у навику и да не постану распикуће.
Али оно што обавезно треба учинити јесте да први пут пробате грожђе. На овај дан се строго пости, а у шумадијским селима је обичај да се причешћују у цркви. Црквени вашари с народним весељем одржавају се широм Србије.
Верује се да ако је на овај дан лепо време, следеће године неће бити добра летина.